# Kadjaran (comune)
Kadjaran (in armeno Քաջարան) è un comune di 212 abitanti (2010) della Provincia di Syunik in Armenia.